# Auxilio Social

Logo des franquistischen spanischen Auxilio Social

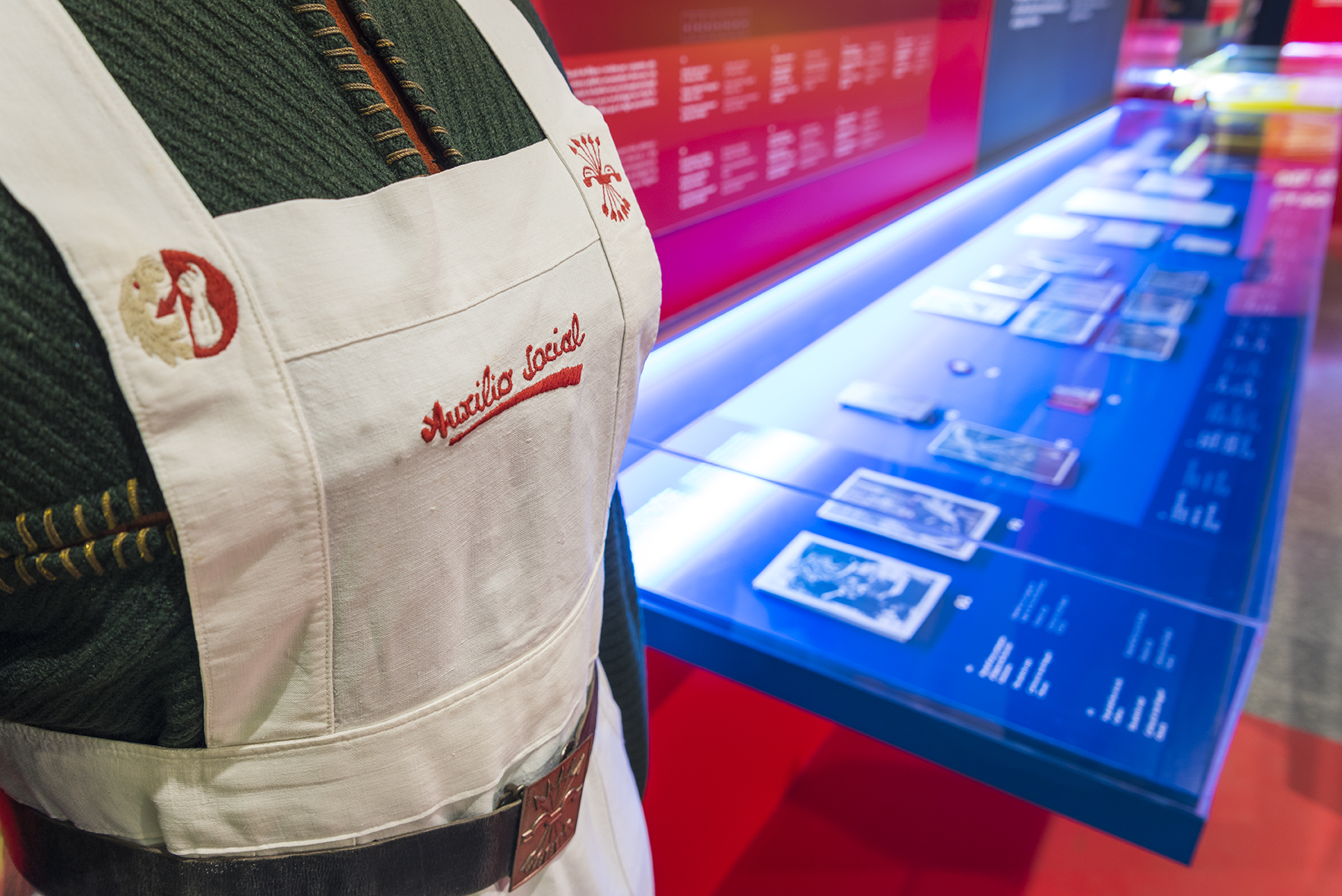
Uniform des franquistischen Auxilio Social

Auxilio Social (deutsch Sozialhilfe) war eine im Oktober 1936 von Mercedes Sanz-Bachiller gegründete humanitäre Hilfsorganisation mit Hauptsitz in Madrid, die während der Diktatur Francos als Teil der FET y de las JONS in Spanien bis ca. 1976 bestand. Sie entstand in der Zone der Putschisten während des Spanischen Bürgerkrieges. In Anlehnung an die nationalsozialistische Winterhilfe war sie ursprünglich unter dem Namen "Auxilio de Invierno" (Winterhilfe) bekannt und spielte in den ersten Jahren der Francodiktatur eine wichtige Rolle. Die Organisation war ein wichtiges Mittel der politischen Propaganda für das Regime. Darüber hinaus erleichterte diese Falangistenorganisation den Kinderraub inhaftierter republikanischer Frauen dank eines Dekrets vom Juni 1940, das ihr das elterliche Sorgerecht für Kinder aus "schlechtem Hause" einräumte, und dank eines weiteren Dekrets von 1941, das es ihr erlaubte, die Nachnamen der in ihren Zentren aufgenommenen Kinder zu ändern, um zu verhindern, dass ihre wahren Eltern Pflegerechte anmelden könnten.